# Mikurajima
Mikurajima (御蔵島村?) è un villaggio giapponese facente parte della Sottoprefettura di Miyake, che ricade sotto la giurisdizione del Governo Metropolitano di Tokyo. Il territorio comunale è composto dall'omonima isola e da quella disabitata di Inambajima, comprese nell'arcipelago vulcanico delle Izu e nel Parco Nazionale Fuji-Hakone-Izu. Mikurajima si trova a sud di Tokyo e a sud-est della penisola Izu, l'estremità orientale della Prefettura di Shizuoka.